# Mesochorus elongatus
Mesochorus elongatus là một loài tò vò trong họ Ichneumonidae.